# Прерибург (Ајова)
Прерибург (енгл. Prairieburg) град је у америчкој савезној држави Ајова. По попису становништва из 2010. у њему је живело 178 становника.

## Демографија
Према попису становништва из 2010. у граду је живело 178 становника, што је 3 (1,7%) становника више него 2000. године.
| Група             | 2000.        | 2010.       |
| Белци             | 175 (100.0%) | 175 (98,3%) |
| Афроамериканци    | 0 (0,0%)     | 0 (0,0%)    |
| Азијати           | 0 (0,0%)     | 0 (0,0%)    |
| Хиспаноамериканци | 0 (0,0%)     | 3 (1,7%)    |
| Укупно            | 175          | 178         |